# مارگارت وامبوی
مارگارت وامبوی (انگلیسی: Margaret Wambui؛ زادهٔ ۱۵ سپتامبر ۱۹۹۵) ورزشکار دو و میدانی اهل کنیا است.
وی در مسابقات کشوری و بین‌المللی در مجموع برندهٔ ۱ مدال نقره، ۲ مدال برنز شده‌است.